# سواری و شمشیر: اتحاد جنگی
سواری و شمشیر: اتحاد جنگی (به انگلیسی: Mount & Blade: Warband) عنوان یک بسته الحاقی خودکفا برای بازی ویدئویی نقش‌آفرینی اکشن کوه و تیغه می‌باشد. بازی توسط شرکت ترکیه‌ای تیل‌ورلدز انترتینمنت توسعه‌یافته و از سوی پارادوکس اینتراکتیو در مارس ۲۰۱۰ برای مایکروسافت ویندوز منتشر شده‌است. نسخه‌های متناسب با مک‌اواس و لینوکس هم در ۱۰ ژوئیهٔ ۲۰۱۴ ارائه شده‌است. نسخهٔ متناسب برای کنسول‌های پلی‌استیشن ۴ و ایکس‌باکس وان هم در سپتامبر ۲۰۱۶ منتشر شده‌است.